# Schloßstraße (Güstrow)

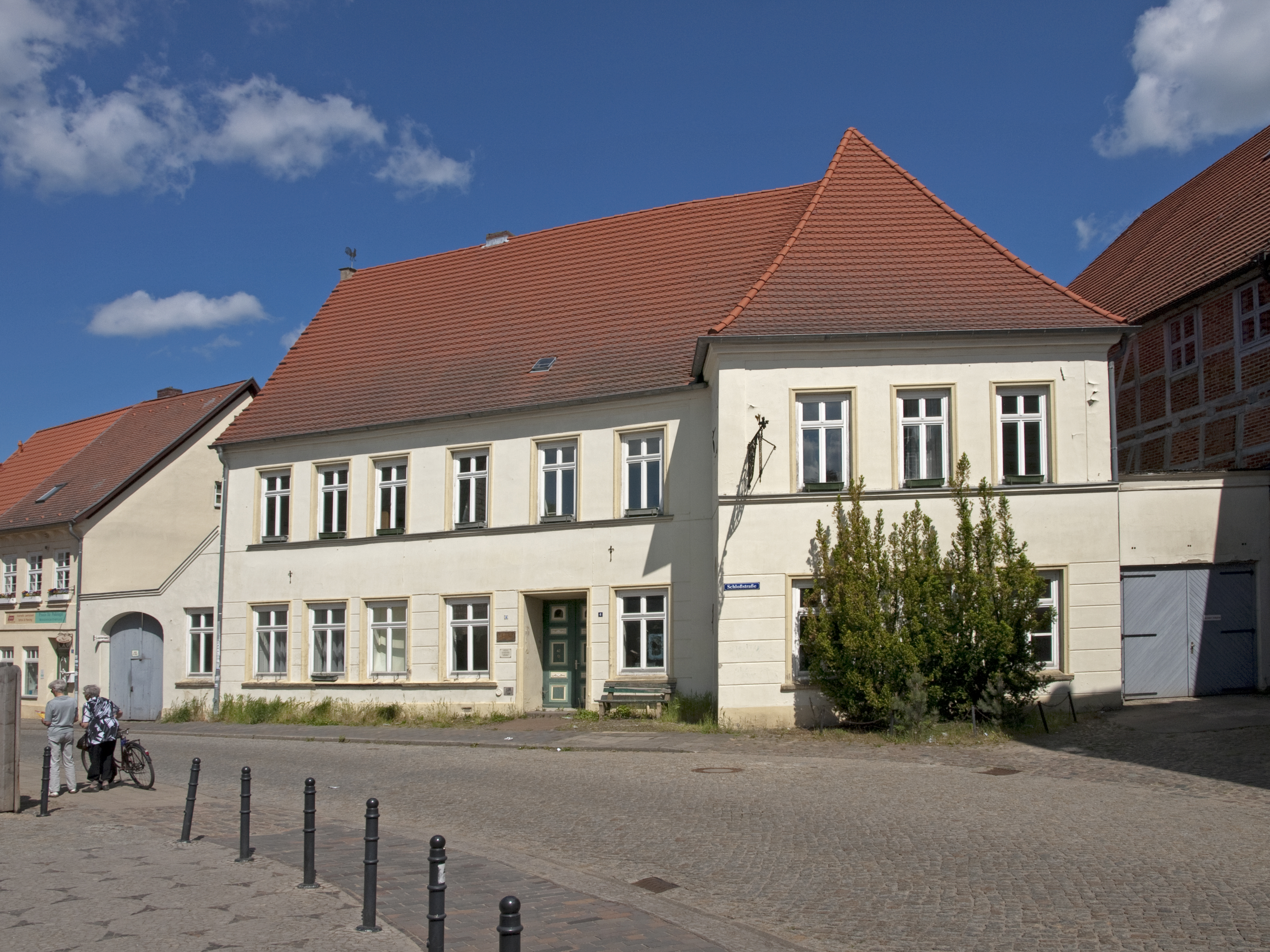
Nr. 6

Die historische Schloßstraße in Güstrow in der Altstadt liegt südlich vom  Stadtzentrum. Sie führt in Nord-/Süd- und dann Westrichtung von der Burgstraße bis zum Franz-Parr-Platz und zum Güstrower Schloss.

## Nebenstraßen

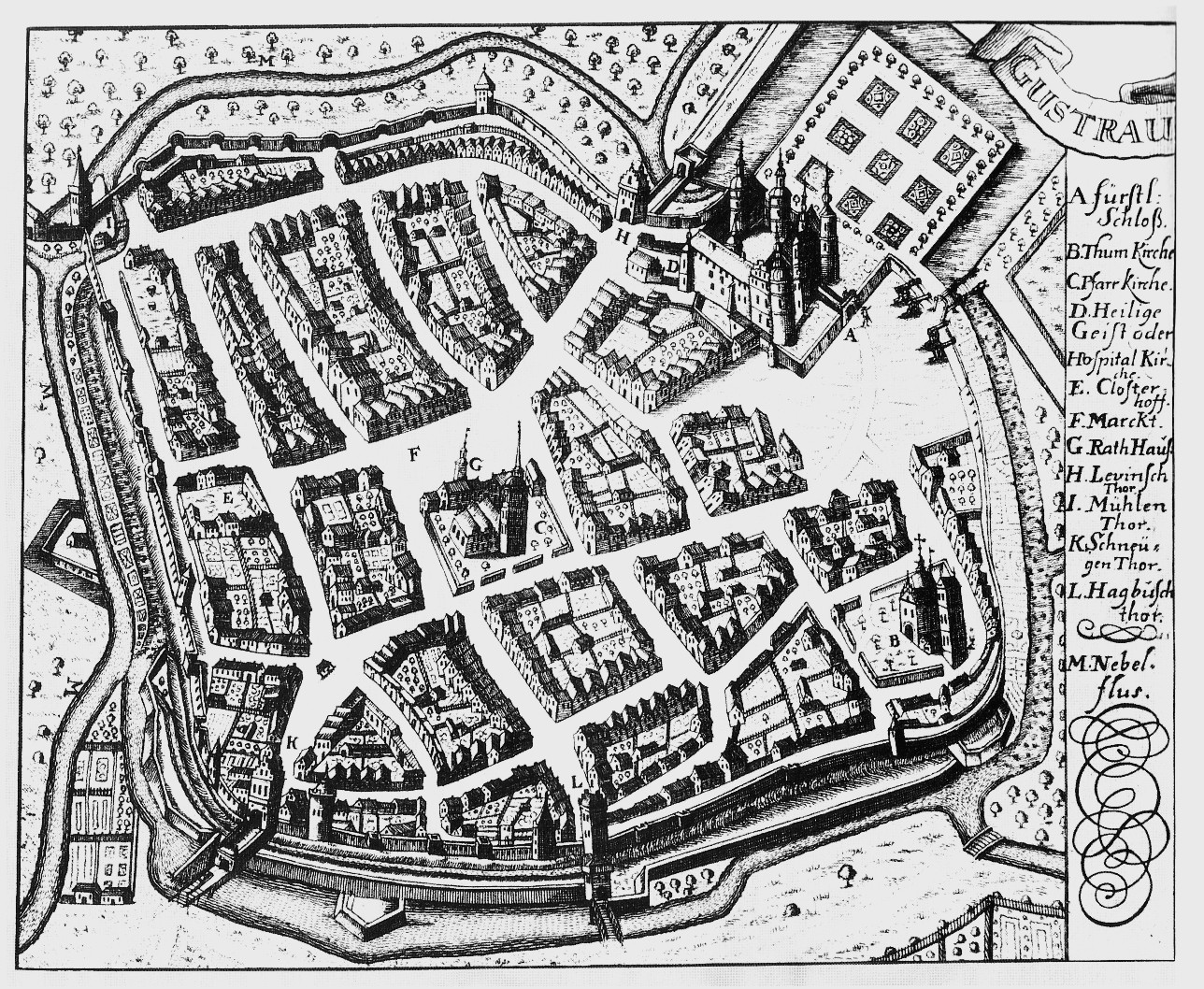
Güstrow 1706

Die Nebenstraßen und Anschlussstraßen wurden benannt als Burgstraße nach der nicht erhaltenen Burg, Schloßberg und Franz-Parr-Platz (auch Schloßplatz) nach dem Baumeister der Renaissance Franz Parr († 1580), Baumeister u. a. von Schloss Güstrow und Schloss Uppsala.

## Geschichte

### Name
Die Straße wurde benannt nach dem Güstrower Schloss aus der Renaissance nach Plänen von Franz Parr, Philipp Brandin, Claus Midow und Charles Philippe Dieussart. Die Straße hieß früher Große Schloßstraße. Es gibt noch die Kleine Schloßstraße, die vom Dom zum Franz-Parr-Platz führt.

### Entwicklung

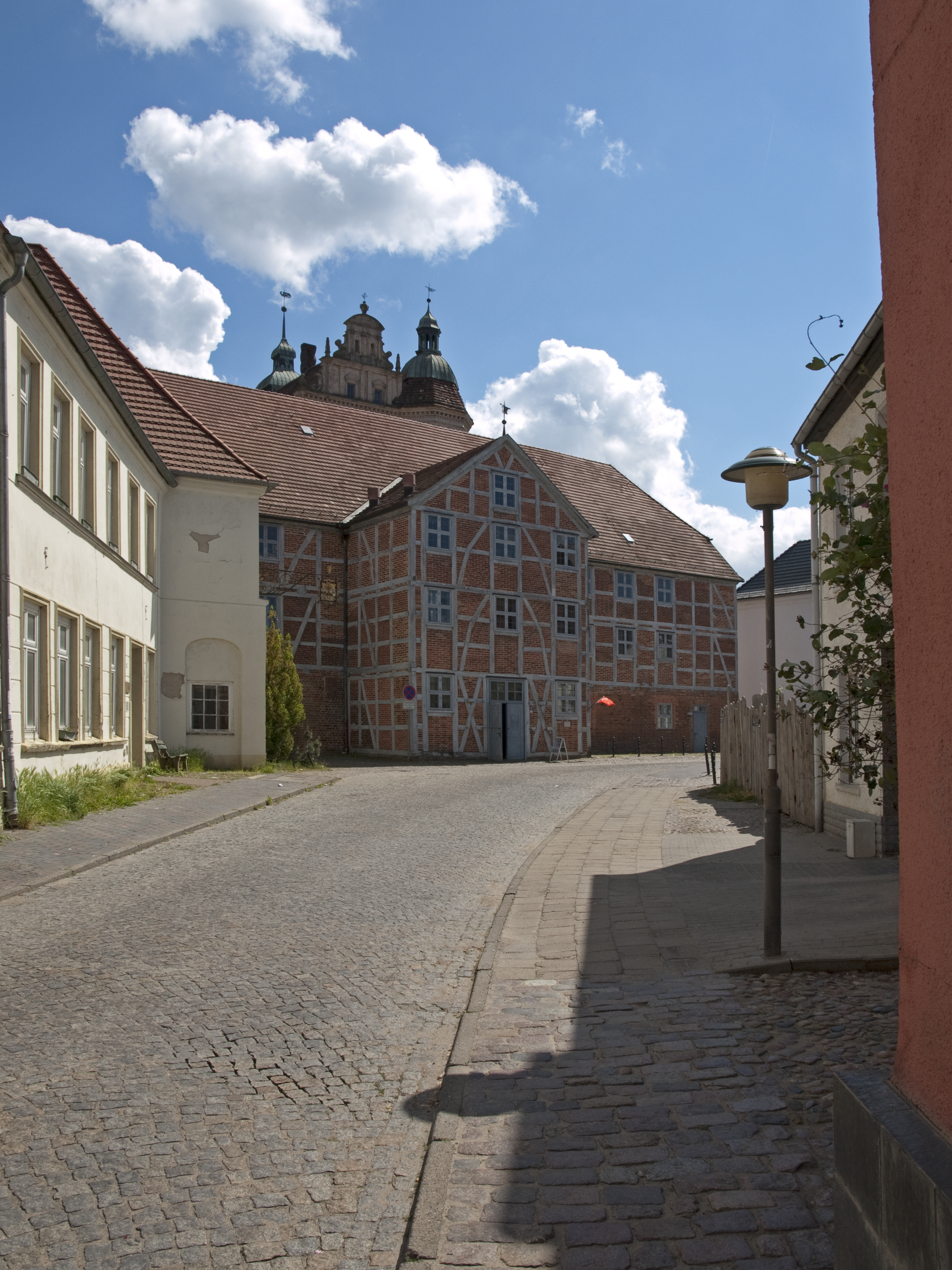
Galerie Wollhalle

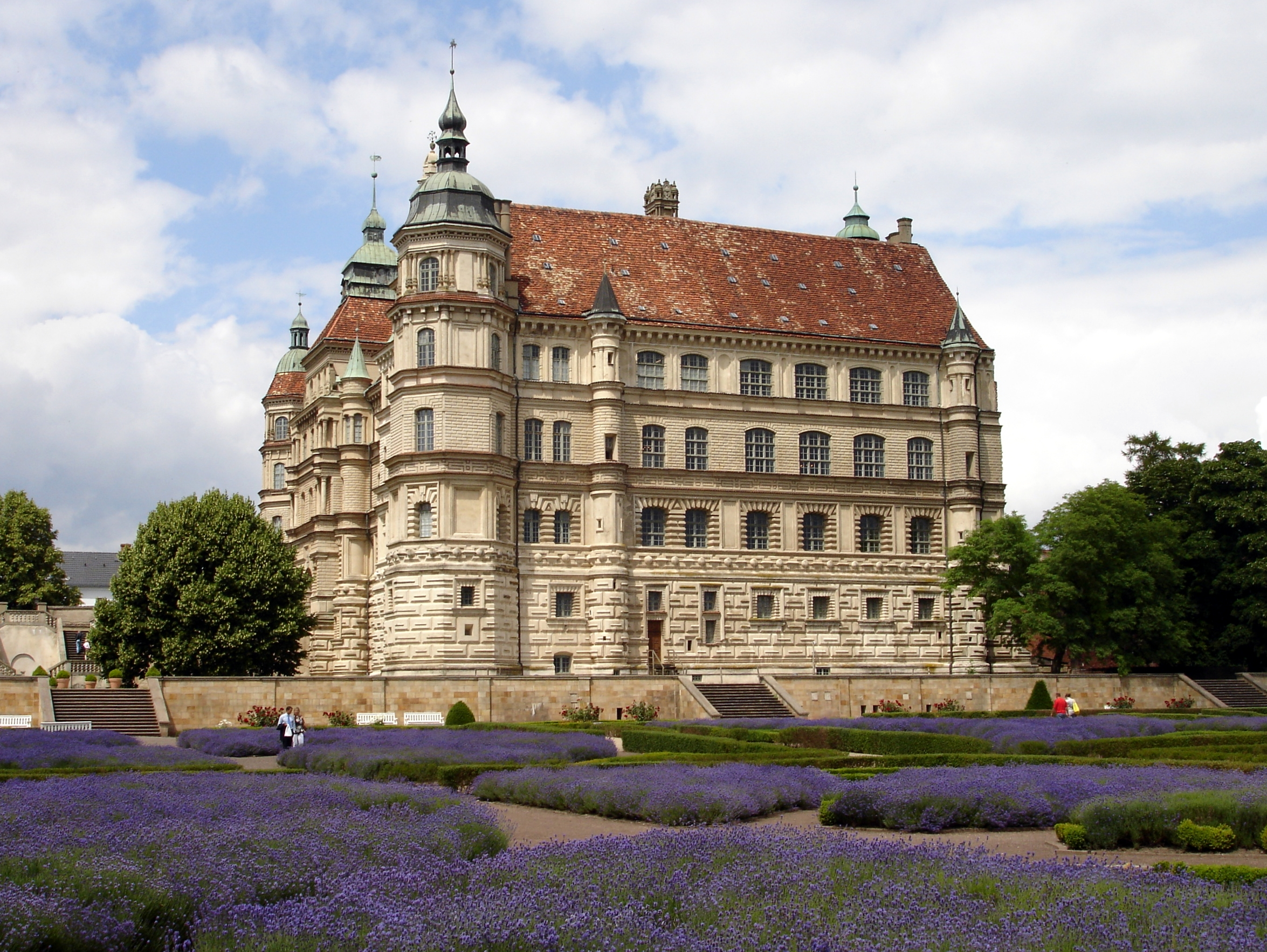
Schloss Güstrow

Güstrow besteht seit um 1100 und war von 1229 bis 1436 sowie von 1556 bis 1695 Residenzstadt. Die slawische Burg und Schloss Güstrow prägten den Ort. Nach dem großen Stadtbrand von 1503 wurden viele Häuser neu erbaut.
Ab 1991 wurde die historische Altstadt als früheres Nationales Flächendenkmal und nun Modellstadt der Städtebauförderung saniert, so auch die Straße und viele Häuser.

## Gebäude, Anlagen (Auswahl)
An der Straße stehen zumeist zweigeschossige Häuser. Die mit (D) gekennzeichneten Häuser stehen unter Denkmalschutz.
- Nr. 1, Ecke Burgstraße: 2-gesch. Giebelwohn- und Geschäftshaus aus den 1920er Jahren mit Mansarddach, saniert um 2010, Sozialstation der DRK
- Nr. 3: 2-gesch. Wohnhaus mit Hofgebäude (D)
- Nr. 4: 2-gesch. saniertes Wohnhaus (D)
- Nr. 5: 2-gesch. Wohnhaus (D), mit Lohnsteuerhilfeverein Nord, saniert in den 1990er Jahren
- Nr. 6: 2-gesch. Wohnhaus aus der Renaissance von um 1573 mit großer Diele (D), rückseitige Fachwerkfassaden, Nachbildung des Zunftzeichens von 1634 für die damalige Herberge für Handwerksgesellen, 1848 bis 1910 Brauerei und Gasthaus, 1911 Mädchenmittelschule, dann das Altenheim Hospiz – Herberge zur Heimat bis 2002, Anbau von 1933, nach Leerstand saniert 2018, Bauherrenpreis Güstrow 2019[3]
- Nr. 7: 2-gesch. traufständiges Wohnhaus von 2012 nach Plänen vom Architekturbüro Christensen; davor 2-gesch. barocker Fachwerkbau aus der zweiten Hälfte des 18. Jh. mit barocker Eingangstür, das als Domprediger-Witwenhaus dann als Wohnhaus diente, Gebäude mit Kemlade wurde nach 1998 abgerissen ohne Erhalt wertvoller Reste wie die Tür.[4]
- Nr. 9: Galerie Wollhalle (D) bis 2000 saniert nach Plänen von Hoffmann und Krug (Güstrow, Kiel) für die Stadt[5]
  - 3-gesch. ehem. Lager- und Auktionshaus von 1817 nach Plänen von David Anton Kufahl (Güstrow), erhaltener Fachwerkbau mit Backsteinausfachungen
  - 3-gesch. klassizistischer, 50 m langer Speicher als ehem. Wollmagazin von 1823 (D) mit Krüppelwalmdach, massivem Sockelgeschoss und darauf 2-gesch. Fachwerkbau
- Nr. 10: 3-gesch. Wohnhaus (D), saniert in den 1990er Jahren
- Nr. 11: 3-gesch. Wohnhaus (D)
- Nr. 12: 2-gesch. historisierendes Wohnhaus (D)
- Franz-Parr-Platz Nr. 8, Ecke Schloßstraße: 1-gesch. klassizistisches Ernst-Barlach-Theater von 1828 (D) nach Plänen von Georg Adolph Demmler (Schwerin)
- Franz-Parr-Platz: Schloss Güstrow im Stil der Renaissance (D) nach Plänen von Franz Parr, Nordflügel von 1591 nach Entwürfen des Niederländers Philipp Brandin, Ostflügel von 1594 nach Entwürfen von Claus Midow, Torhaus und Schlossbrücke von 1671 nach Plänen von Charles Philippe Dieussart